# Famille de Mathefelon
 (mai 2018).

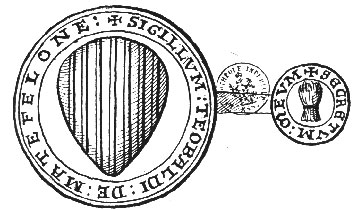
Sceau de la famille de Mathefelon

La famille de Mathefelon est une famille de noblesse féodale originaire d'Anjou et du Maine. Elle tire son nom du château fort de Mathefelon (ou Matheflon), situé à Seiches-sur-le-Loir, à proximité de Durtal, entre Angers, La Flèche et Sablé. La première famille de Mathefelon s'est éteinte au début du XIIe siècle dans la famille de Champagne-Parcé, qui en a relevé le nom et les armes. Cette seconde famille de Mathefelon s'éteignit en ligne masculine en 1396.
Ces deux familles successives ont formé au Moyen-Âge une des plus illustres lignées d'Anjou et du Maine.

## Première famille de Mathefelon

### Origine
Au début du XXe siècle, l'abbé Angot a tenté de préciser les origines encore mal cernées de cette famille féodale. Les interprétations, incomplètes, contradictoires, confuses, voire incohérentes (les dates fonctionnent mal, des personnages homonymes se confondent), divergent chez les auteurs précédents pour les XIe siècle et XIIe siècle (cf. Augustin du Paz (1619), repris par le Dictionnaire de la Noblesse de La Chesnaye-Desbois (cf. la note 13 ci-dessous) et le Nobiliaire de France de Saint-Allais). Les sites internet Histogendol, Medieval Lands, Racines & Histoire présentent différentes thèses. Les informations ne peuvent donc être données que sous toute réserve.
Célestin Port écrit au XIXe siècle que Foulques (Ier) est le premier connu, et que ce fut lui qui reçut l'investiture du château dont il prit le nom de 1030 à 1040. Il affirme par ailleurs que le même personnage se croisa vers 1100. Cela est inexact.
La charte invoquée dit expressément que le comte d'Anjou (probablement Foulques Nerra, père de Geoffroy II Martel et grand-père de Geoffroy III le Barbu) investit non pas Foulques mais le père de Foulques (Ier) de la terre de Mathefelon (Matheflon de nos jours), à charge pour lui de protéger les possessions des religieuses de l'abbaye du Ronceray.

### Filiation
Ce premier Mathefelon est connu, il se nommait Hugues (Ier), et aussi sa femme Cunégonde de laquelle il eut :
- Foulques (Ier), leur fils, donne Azé à Saint-Nicolas d'Angers. Ce Foulques épousa peut-être une Elisabeth (en deuxièmes noces semble-t-il ?), mais sûrement une Hersende (en premières noces semble-t-il, et peut-être répudiée ensuite), veuve de Louis Le Corvaisier. Il se croisa en 1100, et à son retour, se fit moine, † avant 1111. Ce n'est pas son neveu, comme le dit Louis Halphen[5], mais le neveu et l'homonyme de Robert d'Arbrissel, que Foulques de Mathefelon fit entrer à Saint-Nicolas d'Angers.
- deux frères de Foulques Ier : Samuel de La Cropte († vers 1118), et Guy moine à St-Aubin.
- Hugues (II), fils de Foulques Ier, seigneur d'Azé après la profession de son père, vers 1103 ; époux d'Adelena, il se croisa en 1111, vivait encore en 1118 : cf. ci-après, mais † avant 1140 ; il eut une fille — ou plutôt une sœur ?  — nommée Elisabeth, † avant 1140, qu'on pense avoir assuré la succession de Durtal et Mathefelon par son (deuxième) mariage avec Hugues de Champagne-Parcé († vers 1152 ; fils d'Hubert de Champagne et neveu paternel d'une Barbota ; frère d'une Altrude) ; elle aurait d'abord épousé Renaud II de La Jaille, d'où Renaud III seigneur de La Jaille aux alentours de 1100 ;
- un frère d'Hugues II : Joscelin de Mathefelon, fils d'Hersende.
- Thibault (Ier) de Mathefelon, fils d'Hugues II, fut témoin du départ de son père pour la croisade en 1111 ; c'est probablement lui et son père Hugues II qui participent à la bataille de Sées en juillet 1118 aux côtés de Foulque V comte d'Anjou contre Henri Ier Beauclerc, roi d’Angleterre et duc de Normandie ; il demanda à être inhumé à l'abbaye de Chaloché, entre ses deux femmes. Son obit en l'abbaye était fixé au 16 décembre ;

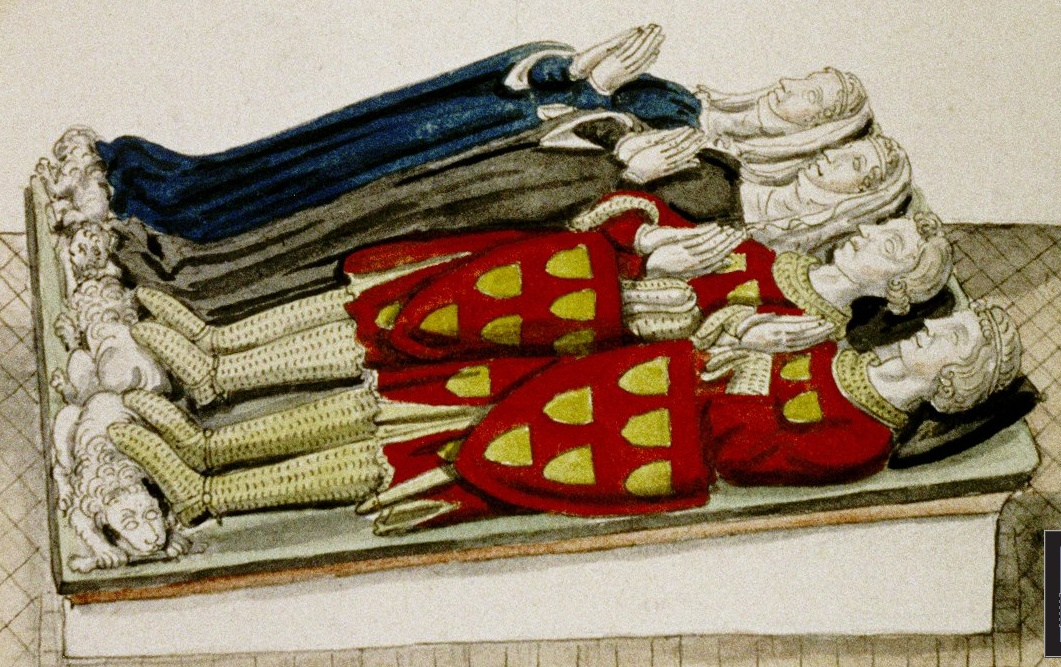
Gisants de la Famille de Mathefelon, abbaye de Chaloché.
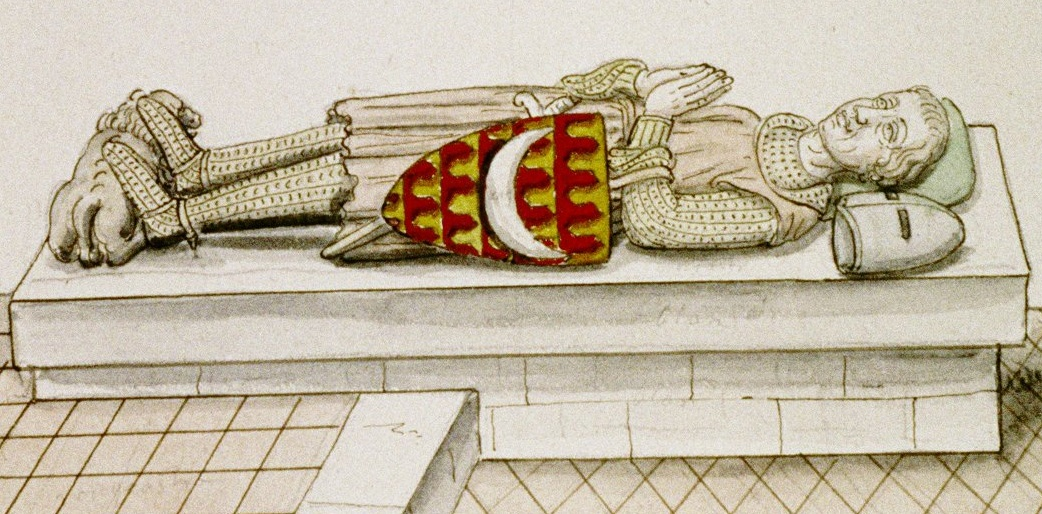
Gisant du seigneur de Mathefelon, abbaye de Chaloché.

## Seconde famille de Mathefelon

### La famille de Champagne en Anjou
Cette famille constitue probablement la seconde Maison de Mathefelon ; elle est ancienne, illustre… et d'origine fort discutée.
On a voulu voir en elle des descendants d'Eudes II ou d'Eudes Ier de Blois-Champagne, mais c'est improbable, et le nom de Champagne (Campania) vient plutôt ici de campagne/champagne, paysage agraire ouvert opposé au bocage (c'est d'ailleurs l'origine du nom de la province de Champagne), appliqué à la géographie d'une partie du Maine ou du nord de l'Anjou : - cf. Champagné à l'est du Mans ; - en Normandie, les campagnes ou plaines d'Alençon et de Caen ; - la champagne mancelle ou Champagne au Maine, autour de Loué, Conlie et l'abbaye de Champagne, qui offre de nombreux toponymes en Champagne à l'ouest du Mans et du département de la Sarthe et où s'épanouirent les familles de Beaumont-au-Maine, de Laval-Loué, de Tucé… ; - la Champagne-Hommet, qui est la partie méridionale de la Champagne du Maine juste au nord de la Sarthe entre Brûlon, Avoise et Sablé, berceau de la famille des barons puis comtes de Laval ; - enfin la champagne angevine ou de Parcé, celle qui nous intéresse ici.
La famille de Champagne dont nous parlons, dite aussi d'Arnay (Arnaitum), est associée anciennement aux seigneuries de Parcé et de Champigné (dit un peu abusivement -sur-Sarthe, juste à l'ouest de Châteauneuf), Avoise et Pescheseul, Bailleul… La tradition en fait aussi des descendants des anciens comtes du Maine et des vicomtes du Maine/de Beaumont-au-Maine. Deux articles, l'un de Peter Burkholder, et l'autre d'Hélène et Thierry Bianco, permettent une mise au point récente, même si elle reste fragile et toujours pleine d'hypothèses. Selon l'historien et érudit sarthois du XIXe siècle Julien Rémy Pesche (1780-1847), cité par Peter Burkholder, « En cherchant à débrouiller l’espèce de chaos qui existe sur ce sujet [Campania], si nous n’y réussissons pas parfaitement, du moins aurons-nous fait tous nos efforts pour y parvenir ».

### Filiation Champagne-Parcé
Les premiers membres connus de la famille de Champagne-Parcé / d'Arnay sont des fidèles (et peut-être des parents) du comte d'Anjou :
- Hubert Ier d'Arnay (vers 955/960-† vers 1000/1016) x Aremburge, fille d'Albéric/Aubry de Vihiers (Vihiers ? ; était-ce un Bouchardide ?), et d'après la tradition une parente du comte Foulque III Nerra (comme l'était peut-être également son mari Hubert Ier : parenté possible par les Rorgonides, famille supposée de Gerberge, la femme de Foulque II d'Anjou), puis remariée à un certain Hervé le Rasoir de Sablé ? ; d'où :
- Hubert II le Rasoir (Rasorius) (vers 985/990-† le 6 juillet 1016 à la bataille de Pontlevoy avec ses deux demi-frères Thibaud et Bernier, fils d'Hervé le Rasoir x Aremburge ? ; Hubert II aurait repris le surnom de son beau-père Hervé de Sablé, qui d'ailleurs pouvait être un noble, un chevalier du château et de la familia de Sablé, mais pas un seigneur de Sablé qui à l'époque appartenait au comte du Maine), mari d'Hildeburge/Aldeburge/Aldeberge née vers 995 ; possible sœur ou plutôt demi-sœur[pas clair] d'Isembart évêque d'Orléans et d'Hugues Ier Bardoul de Broyes (vers 1000-après 1058), et possible fille d'Isembard/Isembert du Lude (vers 965/970-vers 1028, proche parent d'Isembard de Beauvoir ; il semble qu'on puisse l'assimiler[pas clair], ou du moins l'apparenter, à Isembard de Nogent, frère d'Oury, ou Odry, Orri, Oldoric, évêque d'Orléans en 1022-1033) ; ces personnages relèvent de la famille de Broyes, qui eut aussi Pithiviers, Nogent, Beaufort…, et sont possiblement apparentés aux comtes de Sens, aux comtes de Laon, peut-être, mais sans grande vraisemblance, à Eudes Ier de Blois-Champagne et aux Carolingiens ; les grands-parents paternels d'Hildeburge, parents d'Isembard de Nogent/du Lude et d'Oury d'Orléans, seraient Renard sire de Broyes et Nogent (vers 940-† vers 1000 pèlerin à Rome) et sa femme Héloïse/Helvide (de Bassigny ?) ; parents de :
- Hubert III (né posthume ? vers 1016/1017-vers 1060), premier châtelain héréditaire de Durtal, x Agnès de Clervaux, fille d'Hugues Ier de Clairvaux Mange-Breton (châtelain de Saumur, Loudun, Beauçay), et d'Hersende fille d'Hubert et Em(m)eline vicomtes de Vendôme ; d'où :
- Hubert IV (vers 1040/1056-vers 1104/1116), sans postérité connue ? ; et ses frères et sœur : Gervais ; Hersende (1055-après 1109 ; femme de Guillaume de Montsoreau, mère d'Étienne de Montsoreau ; cofondatrice de Fontevraud) ; et probablement Hugues (qui serait le frère d'Hubert IV, ou son fils ?)[a].

La famille de Champagne-Parcé, titrée premier baron du Maine, premier baron d'Anjou et prince de Pescheseul, qui régna sur Parcé, Avoise et Pescheseul, Bailleul, etc. et qui assuma la seigneurie de La Suze à partir du XVe siècle (Brandélis III et son fils Baudouin de Champagne), se rattache certainement aux personnages qu'on vient de présenter, mais sans qu'on connaisse précisément le lien : la tradition en fait des descendants de Brandélis Ier, présenté parfois comme † vers 1149 et qui serait un fils d'Hubert IV ; ou un oncle paternel de Thibaut III († vers 1239) ci-dessous ; ou bien un petit-fils d'Hubert IV et un fils d'Hugues de Champagne de Mathefelon ; ou encore un frère, † en 1249, de Thibaut III († vers 1239). On voit que la confusion règne, avec une approximation chronologique d'un siècle, !

### Filiation Mathefelon
Apparaît donc dans la 1re moitié du XIIe siècle une seconde famille de Mathefelon, issue en ligne agnatique (masculine) de la famille de Champagne-Parcé. Selon la thèse actualisée que nous présentons ici, le schéma généalogique serait :
Elisabeth de Mathefelon ci-dessus, dame de Mathefelon, probable fille de Foulque Ier et de sa deuxième femme Elisabeth, sœur d'Hugues II et tante de Thibaut Ier, naît dans la deuxième moitié du XIe siècle et † avant 1140 ; elle épouse semble-t-il Hugues de Champagne-Parcé, de la famille des châtelains puis seigneurs de Durtal, alias Hugues III de Mathefelon, † vers 1152, fils d'un certain Hubert de Champagne (Hubert III ou Hubert IV ci-dessus ?). Veuf, Hugues se remaria vers 1140 après le décès d'Elisabeth, avec Marquise (sans doute de Vitré, fille d'André Ier ou de Robert II le Vieux : d'où Foulque de Mathefelon, frère utérin de Maurice II de Craon ; Marquise fut d'abord femme d'Hugues Ier de Craon — c. 1100-1138, petit-fils de Renaud Ier le Bourguignon et père de Maurice II — puis épouse en troisièmes noces de Payen de Vaiges). D'où, de père en fils :
[[Thibault Ier de Mathefelon|Thibault Ier de Mathefelon]] (ou Thibaut II) († un peu avant 1200 ?) (certains auteurs ajoutent une génération intermédiaire, et le disent fils d'Hugues (IV) de Mathefelon x Jeanne de Sablé ?) x Mahaut/Mathilde, † après 1194, fille de Geoffroi III de Mayenne, et de Constance, fille de Conan III duc de Bretagne (Mahaut était séparée sans postérité d'André II de Vitré, fils de Robert III le Jeune de Vitré, petit-fils de Robert II le Vieux ci-dessus, et père d'André III de Vitré ci-dessous par sa troisième femme Eustachie de Rays),
Thibaut III (vers 1170-vers 1238/1239) (certains ajoutent une génération en le décomposant en Thibaut II et Thibaut III), seigneur de Chaumont, d'Azé, d'Entrammes, de Ruillé (Ruillé et/ou Ruillé), Loiron, maître du Franc-Alleu de Villiers, premier baron d'Anjou, combattant en Poitou et aux batailles d'Angers, Moncontour et Beauffort ; il est dit avoir épousé 1o vers 1189 Jeanne de Bruyères ; 2o 1191 Agnès de Craon, † vers 1205, fille de Maurice II ; 3o avant 1218 et s.p. (sans postérité) Luc(i)e de Laigle (alias de Quelaines, déformation d'aquila ou aquilana, l'aigle ; veuve de Richard Ier de Beaumont-au-Maine) ; frère de Geoffroi et Foulque de Mathefelon ; père d'Isabelle/Elisabeth et Emma de Mathefelon, et de…
Foulques II (né vers 1200-† vers 1269/1273/1282), fils d'Agnès de Craon, seigneur d'Azé et La Cropte, mari d'Alix/Alicie fille d'André III de Vitré et de Catherine de Thouars-Bretagne (fille de Constance duchesse de Bretagne et de Guy de Thouars) (André de Vitré a aussi été l'époux de Thomasse de La Guerche dame de Pouancé),
Thibaut IV († vers 1297/1300) ; il pourrait avoir pour frères et sœurs (voir ci-dessous) : Foulque († 1323 ; père de l'évêque Foulques (IV)) ; Hubert, seigneur de Lancheneil et Beauvais ?, souche d'une branche cadette courant jusqu'à la mi-XVIe siècle, sgrs. d'Assé ; Catherine († 1317) et Philippe/Philippine († 1325 ; le prénom Philippe est alors épicène), abbesses de St-Georges de Rennes ; et peut-être Jeanne de Mathefelon, épouse vers 1270 du maréchal Foucauld du Merle,
Foulques III († avant 1331), x Elisabeth (de Châteaubriant ?),
Thibaut V (ou IV) (né vers 1315-† vers 1358/1364) x 1o vers 1330/1333 Jeanne, fille de Thomas Ier de Bruyères et d'Isabelle de Melun, fille d'Adam IV vicomte de Melun et de Jeanne de Sully, fille d'Henri II de Sully (le site MedLands donne pour première épouse à Thibaut V : Luce de Goulaine ? ; une confusion avec Luce de Laigle/de Quelaines ci-dessus ?) ; 2o 1339 Béatrix de Dreux-Beu, princesse capétienne ; dont, parmi au moins huit enfants :
- 1re Pierre de Mathefelon, † 1396 à Nicopolis (le site MedLands dit : en Hongrie, 1393), s.p. de sa femme Jeanne Paynel de Moyon,
- 1re Jeanne de Mathefelon († après 1396), dame de Durtal et Mathefelon après son frère Pierre, femme de Guillaume VII Jean L'Archevêque baron de Parthenay, † 1401, dont Jean II de Parthenay-l'Archevêque (voir ci-dessous) et ses sœurs ;
- 2e A(li)énor/Eléonore/Honneur de Mathefelon, dame d'Entrammes (vers 1345/50-avant 1419, qu'on dit fille de Béatrice de Dreux-Beu alors qu'elle semble transmettre aux Rochechouart des terres berrichonnes : Ivoy (avec Bréviandes et Malvoisine), Jars et Maupas/Morogues, qui viennent de Jeanne de Bruyères et de sa grand-mère Jeanne de Sully ci-dessus !), x Jean II de Rochechouart, d'où la suite des vicomtes de Rochechouart
- 2e Anne de Matheflon, x 1410 Guillaume II de Sévigné (1356-1412) : elle lui aurait apporté les Rochers ? (voir plus bas).

### Filiation Mathefelon (Lancheneil)
Dès le XIe siècle, les descendants sont seigneurs en Azé, la Cropte ; ils le deviennent successivement de Fromentières, Entrammes, Saint-Ouën, Beauvais, Loiron, Lancheneil, la Motte de Montflours, la Girardière, le Châtelier, l'Écluse (Brecé),etc.
Le premier écu porté par Thibault de Mathefelon est vergetté avec contre-sceau ayant dans le champ une gerbe que l'on trouve sur le sceau d'un de Champagne, mais bientôt la famille mit dans ses armes 6 écussons, ce qui leur donne une grande ressemblance avec celles des anciens Mayenne, auxquels elle était alliée. Les Mathefelon sont seigneurs de Loiron avant la fin du XIIIe siècle. Le sceau de la cour d’Azé était encore aux armes des Mathefelon au milieu du XVe siècle, bien que Pierre de Mathefelon n'eût laissé pour héritières que ses sœurs. Au XVIe siècle, la famille se fondit dans celles de Meaulne, de Brie, du Raynier.
- Foulques III de Mathefelon, qui possédait les fiefs du Pont-de-Mayenne jusqu'en 1264, seigneur d'Entrammes, d'Azé. Il donne au prieuré du Port-Raingeard deux muids de vin sur sa dîme d’Azé, 1258, et fait un nouveau règlement avec les prieurs d’Azé et du Geneteil pour leurs droits féodaux respectifs, 1265[14].
  - Thibaut IV de Mathefelon. Il donne en partage à Hubert, son frère. Lancheneil et Loiron, 1297[15]. Il épouse vers 1330-1333 Jeanne, fille de Thomas Ier de Bruyères et d'Isabelle, fille d'Adam IV vicomte de Melun, puis vers 1339, Béatrix de Dreux (v. 1319-1356) fille de Robert III de Beu et Béatrix de Courlandon. Seigneur de Durtal, Saint-Ouën, Azé, Entrammes, etc., chambellan de Philippe VI de Valois, en reçoit 3.000 ₶ à l'occasion de son mariage avec Béatrix de Dreux, 1348 ; sert en Normandie, « ès parties de Costentin, » 1346 ; à Angers, le 2 octobre suivant ; capitaine d'une compagnie sous le gouvernement de M. de Beaujeu, 1350[14]. Il fut frère d'armes de Bertrand du Guesclin, connétable de France, et Bourdigné[16] le met en parangon avec. Thibault se distingua dans la guerre contre les Anglais. Il se joignit avec cinq cents lanciers à l'armée de Louis Ier d'Anjou, duc d'Anjou, et fit maintz baultz faictz d'armes au pays de Guienne et en Bretagne. Thibault de Mathefelon, mari de Béatrix de Dreux, vir magnus et potens, quique plura habebat hereditagia et possessiones, in justicia et dominio, in diversis et pluribus locis, était encore seigneur d'Azé en 1327, 1340, aussi bien que Pierre, son fils, 1364, 1384[14].
    - (1) Pierre de Mathefelon, seigneur d'Azé ; dernier de sa lignée, décédé à la Bataille de Nicopolis le 26 septembre 1396. Avec Juhel, ils avaient aussi sous leurs ordres, à la même époque, des compagnies recrutées dans la noblesse locale ; on y remarque ; Guillaume des Écottais, Guillaume et Macé de Tessé, Colas de la Matraie, Jean de Montguerré, Jean Le Bitoux, Alain de la Vairie, Guillaume et Perrot de la Hautonnière.
    - (1) Jeanne de Mathefelon, est mariée, en 1349, à Guillaume VII de Parthenay-l'Archevêque. Jeanne de Mathefelon porta, en mariage, Mathefelon, Durtal, Saint-Ouën et Entrammes à Guillaume L'Archevêque, sire de Parthenay
      - Jean II de Parthenay-l'Archevêque. Guy XII de Laval acheta les fiefs d'Entrammes, et non la terre et châtellenie d'Entrammes, en 1408, de Jeanne de Mathefelon, avec les châtellenies de Saint-Ouën` et de Juvigné. Guy XII de Laval acquiert le domaine en 1408[17].
      - Marie de Parthenay-l'Archevêque, épousa Louis Ier de Chalon-Tonnerre, comte de Tonnerre, mort en 1398

    - (2) Honor ou Aliénor de Mathefelon, épousa Jean (Ier) (auteur de la branche des Seigneurs du Bourdet et de Chandeniers). Elle apporte comme domaine, la seigneurie d'Azé, près de Château-Gontier[18]. Entrammes était devenu, avant 1408, l'apanage et d'Honor ou Aliénor de Mathefelon, sœur de Jeanne de Mathefelon, femme de Jean (Ier), vicomte de Rochechouart, veuve en 1413, 1418. Azé resta aux enfants d'Honor ou Aliénor de Mathefelon, par suite, dit-on, d'une confiscation pour forfaiture faite sur son beau-frère[14].
      - Geoffroi/Joufré (1375-1440). Fils du précédent et d'Aénor de Mathefelon, dame d'Azé et d'Entrammes, probablement héritière en Berry d'Ivoy (avec Bréviandes et Malvoisine), Jars et Maupas/Morogues : cf. l'article Sully. Compagnon d'armes de Jeanne d'Arc.

    - (2) Béatrix et Marie de Mathefelon. Ces deux dernières sont religieuses au couvent de Poissy.

  - Herbert de Mathefelon, époux de Prégente de Mayenne[19], issue, par représentation de degrés, de Guillaume de Mayenne, fils de Juhel II de Mayenne, et de Clémence de Bellême. Seigneur de Lancheneil, de Loiron, de Beauvais[20], de Saint-Sulpice-sur-Loire. Ses successeurs sont à la fois seigneurs de Loiron et de Lancheneil[14].
    - Geoffroy II de Mathefelon, époux de Gilette de Parenne [19]. Seigneur de Lancheneil, de Beauvais[20], de Saint-Sulpice-sur-Loire, puis époux de Jeanne de Prunellé. Cette dernière donne, en 1347, au curé de Changé 50 sols de rente sur la Sabaudière pour une messe par semaine pour ses parents et pour « feu Geoffroy de Mathefelon, jadis chevalier, son defunct mari, seigneur de Lancheneil, Loiron, Beauvais et Saint-Sulpice-sur-Loire »[14].
      - Thibaut V de Mathefelon, époux d'Isabelle de Sillé[19]. Seigneur de Lancheneil. Il donne à rente la courtillerie de la Heuriais, 1378[14].
        - Jacques de Mathefelon, époux de Marie Le Veneur[19]. Seigneur de Lancheneil. Jeanne de Mathefelon, dame de Parthenay, confirme à Jacques de Mathefelon qui, pour fonder son anniversaire, donna une dîme au curé de Loiron, les droits cédés à Hubert, son ancêtre, 1398[14]. Il fait reconnaître ses droits de prévôté, 1409[14]. Il périt en 1424 à la Bataille de Verneuil[14].
          - Marie de Mathefelon, dame de Saint-Sulpice-sur-Loire, de Guernetot, d'Escorches, épouse de Foulques du Merle

  - Juhel de Mathefelon, époux de Jeanne de Rouessé
    - Thibault de Mathefelon, époux de Macée de la Ferrière
      - Marie de Mathefelon, épouse de Huet de Tessé. Le domaine du Grand-Bois à Cossé-le-Vivien, est donné en mariage vers 1346 par Thibault de Mathefelon, seigneur de Rouessé, et Macée de la Ferrière, sa femme, à Marie, leur fille, femme de Huet de Tessé.
        - Marguerite de Tessé, épouse de Guillaume III de Meaulne

      - Juhel de Mathefelon
      - Jean Ier de Mathefelon, seigneur du Châtelier
        - Juhel de Mathefelon, seigneur de Rouesssé, décédé à la Bataille de Nicopolis le 26 septembre 1396. Il épouse le 16 février 1394, Jeanne Le Cornu, fille de Jean Le Cornu, seigneur de la Barbottière et de Jeanne Haberde[14]. Cette dernière épouse ensuite Jean Groignet de Vassé, écuyer, dit Groignet[21]
          - Jean II de Mathefelon, Seigneur de Lancheneil, d'Assé-le-Boisne, de Rouesssé, Saint-Léonard-des-Bois, époux de Jeanne d’Andigné, puis de Béatrix Morin. Seigneur du Châtelier et de la Motte-Serrant. Il demanda en 1457 la sépulture à Sainte-Gemmes[22].Il rend aveu de Loiron en 1439, est cité aux assises du Mans pour avoir payé ses devoirs à 27 sols 6 deniers au lieu de 30 sols l'écu, 1455 ; il vivait en 1481 et était remplacé par Pierre de Mathefelon, son fils, en 1486[14].
            - Jacques de Mathefelon. Ecuyer, qualifié le 3 juin 1466, seigneur d'Antoigné, du Coudreau, de la Bataillère, et de la Galaisière[23], époux d Catherine de La Rochefoucauld, sans postérité. Veuve, elle se remaria à Jean de Beaumanoir-Lavardin[22].
            - Jean III de Mathefelon, Seigneur de Lancheneil et d’Assé-Le-Boisne, époux d'Isabeau de Brée
              - Anne de Mathefelon + 1517, dame de Lancheneil et d’Assé-Le-Boisne épouse 1) Jean de Villers, seigneur de Hesloup 2) Ponthus de Brie, seigneur de Serrant et La Roche-au-Duc, Chambellan du Roi Louis XI
                - Péan de Brie, époux de Jeanne de Mathefelon, sa cousine.  (voir ci-dessous)
                - Jean de Brie
                  - Guillaume de Brie

                - Marie de Brie, épousa Jean III Morin de Loudon, seigneur de Loudon
                  - Jacques Morin de Loudon, né en 1516

            - Pierre de Mathefelon, ° 1480, Seigneur de Lancheneil et de Loiron, Chambellan du duc de Bourbon, époux de Catherine de Chourses. Au XVIe siècle, la famille se fondit dans celles de Meaulne, de Brie, du Raynier. En 1493, Guy XV de Laval, comte de Laval  accorde que Pierre de Mathefelon, seigneur de Loiron, jouira de haute, moyenne et basse justice, à charge de la relever de Saint-Ouën.
              - Jacques de Mathefelon, seigneur d’Orfeuille, époux de Luce du Courret
              - Olive de Mathefelon, épouse de Jean de Savonnières, baron de La Bretesche
              - Jeanne de Mathefelon, épouse de Péan de Brie
                - Magdelon de Brie
                - Françoise de Brie, épouse de François de Brée, puis de François du Reynier
                  - François II de Brée, veuf de Catherine de Chauvigné, qui, veuve, convola avec Charles de la Blanchardaie, des seigneurs de l'Ile-Tison, vers 1560. Mort sans enfants en 1559.

              - Antoinette de Mathefelon, épouse de Lancelot Ier du Reynier
                - Dimanche du Raynier
                - François du Raynier, époux de Yolande de la Jaille
                  - Lancelot II du Reynier, époux de Jeanne du Barro

                - Jeanne du Raynier, épouse d'Antoine de Saint-Mathieu

              - Françoise de Mathefelon, épouse de Jean Ier de Brie-Serrant, seigneur de seigneur de la Sorinière, Fesle et La Houssaye, son cousin
                - René de Brie-Serrant

          - Jeanne de Mathefelon, épouse de Jean de Bailleul

## Épitaphes et poèmes
Un grand nombre de sépultures et de tombeaux des sieurs de Serrant se trouvaient en l'abbaye de Saint-Georges sur Loire, certaines furent relevées par Gaignières et se trouvent soit à la BNF soit à la Bodléian. On y trouve des portraits de la famille de Mathefelon, pour les épouses associées à la famille de Brie qui sont conservés soit par la peinture, soit par la sculpture, et qui n'existaient plus depuis longtemps déjà lorsque l'église a été elle-même détruite. Le texte des épitaphes a seul été conservé. L'épitaphe d'Anne de Mathefelon n'existait pas au bas de son portrait, mais elle a été trouvée dans les Heures de Madame d'Hauteville, données par elle à sa fille Isabeau de Brée, femme de Matefelon, laquelle les donna à sa petite-fille Marie de Brie, femme de Monsieur de Loudon. Ce livre d'heures contient spécifiquement des épitaphes et illustrations liées à la famille de Mathefelon. Au XVIe siècle, la famille se fondit dans celles de Meaulne, de Brie, du Raynier.
| Membre de la famille   | Blason dessiné | Image                                 | Epitaphe |
| ---------------------- | -------------- | ------------------------------------- | --- |
| Jean II de Mathefelon  |                | Jean II de Mathefelon                 | Fils de Juhes, Jehan de Mathefelon Fus bien appris mater le cœur félon Des ennemis du royaulme de France; Dont Charles roy eut telle cognoissance Qu'après que fus, de sa main, chevalier, Son chambellan me fist, et conseiller, Mil quatre cens quarante et huict, en compte, Estans présens Charles, du Maine comte, Et cil de Foix, de Brezé, de Blainville. Enfin mon corps tourna en pouldre ville. |
| Jeanne d'Andigné       |                | Jeanne d'Andigné                      | Jehanne je suis, d'Andigné surnommée, Du sieur d'Angrie et de Grez fille aisnée, Ma mère-grand, nommé Margarite D'Ancenis, fust de Bretagne l'élite. Mahault du Gué, ma mère, m'assigna Assé-le-Bouaisne , alors que me donna En mariaige à ce bon chevalier Mathefelon, seigneur du Chastelier Et de la Mothe, aussi de Montfoulleur, Avec lequel vécus en tout honneur. Puis Beatrix Morin, d'Antongné dame, De ce seigneur fust la seconde femme. |
| Béatrix Morin          |                |                                       | Je Beatrix Morin, d'Antongné dame, Fus par après de Mathefelon femme. Vaulx et Yvré fust le propre à mon père Et d'Averton Jehanne ditte, ma mère, Tint le Couldreau; dont sentit avantaige Jacques mon fils, prenant en mariaige La fille au sieur de la Rochefoucault, Mil quatre cens soixante et cinq, en augst. Puis quand mon corps fut séparé de l'âme, Inhumée fus en chancel saincte Gemme. |
| Jean III de Mathefelon |                | Jean III de Mathefelon                | De Mathefelon je suis Jehan, tiers du nom, Qui desirai ensuivre le renom De mes majeurs lorsque à Mont-Lehery Jehan d'Alençon, duc et pair, je servy A son besoin d'escuyer d'escurie, Où bien cogneut que n'espargnay ma vie. Tesmoing en fust le sire de Dampierre, Mon compaignon en toute ceste guerre. Inhumé fus en l'église de Prez, Près Laval, après que mort m'eus pris. |
| Ysabeau de Brée        |                | Ysabeau de Brée                       | Du Fouilloux fus Ysabeau fille aînée, Portant le nom très-antique de Brée. Nourrie fus en la cour d'Alençon, Où jeune appris de la harpe le son, Dont par après, en ma viduité, Je passai temps, observant chasteté; A Mathefelon, mon bon seigneur, promise, Tant qu'on disoit qu'aux femmes estois mise Pour vray exemple, et leur donner terreur De faire mal, dont à Dieu soit l'honneur. |
| Anne de Mathefelon     | [ 28 ]         | Ponthus de Brie et Anne de Mathefelon | Anne me nomme, et mon propre surnom, Très ancien, fust de Mathefelon, Dont mon ayeul porta pleine bannière Après la mort de Juhel, son bon père, Aussy de Pierre estant sieur de Durtal Et Mathefelon, quand d'accident fatal, Mil trois cens six et nonante, en Hongrie, Les cruels Turcs leur ostèrent la vie. Dès lors, ainsi qu'au plus proche et habille Qu'autre du sang, ou le fils d'une fille, Qui fut Jehan dit Larchevesque, et seigneur De Parthenay, l'on adjugea l'honneur Nous compéter au port de pleines armes, Pour éviter entre parens alarmes. Or je fus fille unique, mariée Par Jehan, mon père, et Ysabeau de Brée, Qui fut ma mère, au seigneur de Serrant, Ponthus de Brye, en honneur florissant, Dont eus six fils, et huict filles aussy. Et puis après que par mort fust transy, Vingt ans, peu moings, veuve je demouray Par grand vertu, et souvent le plouray A la Mothe et à Serrant et Assé, Où, mil cinq cens dix et sept, trespassé. |
| Jeanne de Mathefelon   |                | Péan de Brie                          | |

### Autres schémas généalogiques
La tradition, avec des invraisemblances et des dates incompatibles, proposait l'enchaînement suivant (cf. Racines&Histoire p. 9-12) : c'est Hubert III de Champagne qui aurait épousé Elisabeth de Mathefelon (mais la chronologique s'y opposerait), dont :
- Hubert IV de Champagne épouserait Agnès, fille d'Alain IV Fergent duc de Bretagne, et aurait eu un fils :
- Hugues III ou Ier (mari de Jeanne de Craon-Sablé, fille de Robert II ; mais la biographie de ces personnages ne semble aucunement recouper les Mathefelon ! ; ce Hugues serait le croisé en Terre sainte vers 1168, présenté plus bas), père de :
- Thibaut († vers 1239 ; aussi décomposé en Thibaud II ou Ier et Thibaud III ou II ; x 1o Jeanne de Bruyères, x 2o Lucie de Laigle, ou x Marquise de Vitré ; ce Thibaut recoupe manifestement Thibaud III ci-dessus), dont :
- Foulques II († vers 1260/1269/1281 ; mari d'Alix fille d'André III de Vitré), dont :
- Hugues IV ou II (vers 1260-1319 ; x Alix de Sancerre), dont :
- Thibaud IV ou III († vers 1353 ; x Luce de Quelaines/Queleines ou plutôt de Goulaine ?), dont :
- Thibaud V ou IV (vers 1315-vers 1364).

L'historien Peter Burkholder, que nous citons plus haut avec un lien internet, donne une généalogie proposant un Hubert V († vers 1190 ; fils de Geoffroi de Clervaux, un neveu d'Hubert IV ci-dessus : cf.), d'où Hugues († vers 1205), père de Thibaut († vers 1260).

## Personnalités

### Militaires
La Généalogie de Champagne nous apprend que les hérauts d'armes du comté d'Anjou donnaient anciennement, pour cri de guerre, aux seigneurs de Duretal et de Mathefelon : « Passe avant Mathefelon ».
- Hugues de Mathefelon, seigneur de Durtal et baron de Mathefelon, fils aîné d'Hubert de Champagne et d'Avoise de Bretagne, accompagna, avec trois cents chevaliers, la croisade qui se rendit en Orient vers 1168 au secours du frère de Geoffroy V Plantagenêt, Amaury Ier, roi de Jérusalem. Par sa vaillance, il contribua puissamment à la victoire remportée par l'armée des croisés sur celle de Noradin. Ce fut dans cette guerre, où il se distingua entre tous, que Hugues de Mathefelon défit dans un combat six des chefs des Sarrasins, et qu'en mémoire de ce haut fait d'armes il ajouta à sa bannière, qui était de gueules, six escussons d'or, trois en chef, deux en fasce et un en pointe. Ces armoiries sont demeurées celles des Mathefelon[32];
- Thibault Ier de Mathefelon : voir aussi la Bataille de Sées (décembre 1118) ;
- Thibault II de Mathefelon ;
- Thibaut IV de Mathefelon, épouse en 1339, la capétienne Béatrix de Dreux-Beu (v. 1319-1356), fille de Robert III de Bû et Béatrix de Courlandon ;
- Pierre de Mathefelon et son frère Juhel.

### Religieux
- Juhel de Mathefelon, archevêque de Tours en 1229-44, puis de Reims en 1244-49 (on ne sait pas le rattacher précisément aux Mathefelon ; on peut cependant remarquer que son prénom évoque différents Juhel ou Hoël de Bretagne, et que Mahaut de Mayenne, femme de Thibaut II ci-dessus, était l'arrière-arrière-petite-fille de Hoël II de Bretagne) ;
- Foulques IV de Mathefelon, évêque d'Angers en 1324-1355 ; son père Foulques de Mathefelon obtint de Jean XXII, en 1320, l'indulgence in articulo morbis ; il mourut en 1323 et avait son obit au 25 mars dans l'abbaye de Chaloché ;
- Adélaïde Ire (1153-1164), Catherine (1294-1317) et Philippine Ire (1317-1325) (deux filles de Foulques II, † vers 1269 ?), et Alix II (1354-1360 ; † 1370, sœur de Thibaud V, † vers 1364 ?) : abbesses de Saint-Georges de Rennes ;
- Guyon de Mathefelon, fils cadet de Thibaut III († vers 1239) ?, seigneur de Chaumont, qui se fait religieux de l'ordre de Saint-Benoît, en l'abbaye des saints martyrs Serge et Bacchus d'Angers, à laquelle il donna la seigneurie de Chaumont ;
- Guy de Mathefelon, archidiacre de Sablé en 1379, eut des démêlés avec Gontier de Baigneux, évêque du Mans, ayant voulu soustraire à l'officialité diocésaine toutes les causes litigieuses de son archidiaconé, et se les réserver à lui-même[33]. Il fut, en 1384, un des témoins à l'enquête faite, suivant les règles canoniques, sur le 4egré de parenté existant entre Jeanne de Laval, veuve du connétable Bertrand du Guesclin, et Guy XII de Laval ;
- Jean de Mathefelon, qui fut prieur de Cossé-le-Vivien en 1482, puis élu en 1504 abbé de Saint-Florent-le-Vieil et/ou de Saint-Florent de Saumur, par quatre-vingt-quatre religieux de l'abbaye, qu'il gouverna jusqu'à sa mort le 28 août 1518, inhumé dans son abbaye. Il avait reçu la tonsure cléricale à Laval, des mains de Philippe de Luxembourg, évêque du Mans (Voir : Liste des abbés de Saint-Florent lès Saumur) ;
- Marie de Mathefelon, religieuse du Ronceray, fut prieure de Cohémon (Vouvray) ;

### Autres personnalités
- Geoffroy de Mathefelon, écuyer, seigneur de Perronay[34] avait épousé Jeanne, originaire de Saint-Pierre-sur-Erve, ou qui du moins y avait un fief, 1280[35] ;
- Jean de Mathefelon, écuyer, frère du précédent, décédé avant le 16/08/1272[34], inhumé en l'abbaye de Bonlieu à côté de Guillaume des Roches ;
- Jeanne de Mathefelon épouse vers 1270 Foucault du Merle, futur maréchal de France ;
- Anne de Mathefelon, fille et principale héritière de Guillaume de Mathefelon, chevalier, seigneur des Rochers, épousa, par contrat du 10 mars 1410, Guillaume III de Sévigné, seigneur dudit lieu et du Châtelet ; elle apporta dans la famille de Sévigné la seigneurie des Rochers, chère à Madame de Sévigné : lors de la Réformation faite en 1427, dans l'évêché de Rennes, par les commissaires Alain Le Jambu et Éon Pofraie, plusieurs nobles sont mentionnés au titre de Notre-Dame de Vitré, dont Messire Guillaume de Sévigné, sieur de la métairie Rochiers (Rochers), du Boullays, de la Ferrière, de la Baillerie, de la Marre, de Clerheult, de la Billonnaye ; cependant, ce fut Anne de Mathfelon qui fit elle-même aveu au baron de Vitré le 17 janvier 1448 (9) ;
- Jeanne de Mathefelon, femme de Pierre du Chesne, obtint en 1450, de Nicolas V, l'indulgence in articulo mortis.

## Libéralités
Les membres de cette famille se sont signalés par leurs fondations pieuses et par leurs largesses envers les abbayes et les monastères. Les abbayes d'Evron, au XIIe siècle ; de Bellebranche, en 1152 ; de Saint-Aubin d'Angers, par la fondation du prieuré de La Cropte, dépendant de cette abbaye, vers 1090 ; de Savigny ; de Fontaine-Daniel, ·vers 1205 ; de Chaloché, en Anjou, vers 1127 ; d'Etival-en-Charnie ; de Bonlieu, près de Château-du-Loir ; de Saint-Serge d'Angers ; les couvents de Seiches, et de La Haye-aux-Bonshommes près d'Angers ; du Port-Ringeard, en 1233 ; et de Sainte-Catherine de Laval, en 1224, reçurent de leur part de nombreux dons.